# Rina Monti
Cesarina Monti, més coneguda com a Rina Monti i, de vegades, com a Rina Monti Stella (Arcisate, 16 d'agost de 1871 - Pavia, 25 de gener de 1937), va ser una biòloga, fisiòloga, limnòloga i zoòloga italiana, i el 1907 va ser la primera dona a obtenir una càtedra universitària en el regne d'Itàlia.

## Biografia

### Formació i carrera
El 1892 va llicenciar-se en ciències naturals a la Universitat de Pavia, en la qual va quedar-se una dècada, per dur-hi a terme activitats de recerca, primerament a la càtedra de Mineralogia que dirigia Francesco Sansoni, després com a ajudant del director del Gabinet d'Anatomia comparada, Leopoldo Maggi, al qual substituí durant tres anys. Mentrestant va obtenir el títol per dedicar-se a la docència d'anatomia i fisiologia comparada (1899).
El 1905 van encarregar-li que ensenyés zoologia i anatomia comparada a la Universitat de Siena, i dos anys més tard va obtenir, per oposició, la càtedra d'aquesta matèria de la Universitat de Sàsser, a Sardenya. Rina Monti, que aleshores tenia trenta-sis anys, era la primera dona que obtenia una càtedra universitària al regne d'Itàlia.
El 1915 va tornar a Pavia, per ocupar la càtedra de Zoologia i, després, la d'Anatomia comparada. Va ocupar-se d'aquests ensenyaments fins al 1924, en què se li va demanar que s'ocupés de la secció naturalista de la Universitat de Milà, on va encarregar-se de la càtedra d'Anatomia i Fisiologia comparada, a la Facultat de Ciències, i també es va fer càrrec dels cursos de biologia general i de zoologia a la Facultat de Medicina.
Malgrat la intensa activitat de recerca i els freqüents trasllats d'universitat de Rina Monti, la seva vida familiar no se'n va veure afectada. Es va casar amb Augusto Stella, geòleg i professor de ciències de les mines, i van tenir dues filles, una de les quals, Emilia Stella, va seguir les passes de la seva mare i esdevingué limnòloga.

### Activitat científica
Al inicis de la seva carrera, a la Universitat de Pavia, va destacar en el camp de la histologia neurològica, amb algunes recerques sobre el sistema nerviós dels insectes. Després va investigar en el camp de la hidrobiologia, que en aquella època estava poc desenvolupat a Itàlia. En particular, va centrar-se en la limnologia dels llacs d'alta muntanya, com ara els llacs de la regió d'Insúbria (regió alpina entre la Llombardia i Suïssa), que va estudiar mitjançant treball de camp i de laboratori.
Va mantenir relació amb col·legues i institucions diverses, amb el Club alpí italià i associacions naturalistes locals. Emprengué gestes d’alpinisme exigents, va recórrer les aigües amb un vaixell desmuntable, que es dissenyà i construí especialment per a ella, submergí xarxes a les aigües per analitzar-ne les mostres al laboratori, una intensa activitat de camp en què va aplicar la seva àmplia formació mineralògica, zoològica, microbiològica, fisiològica i química.
Durant la seva carrera professional va dedicar particular atenció als llacs de la Vall d'Aosta i de la Vall d'Ossola primer, i posteriorment també del Trentino. A més, va documentar la destrucció del plàncton en el Llac d'Orta a causa de la contaminació industrial, tot destacant la necessitat de respectar l'equilibri ecològic.La seva activitat va contribuir al desenvolupament a Itàlia de la limnologia, que des de 1938 compta amb una institució específica, l'Institut d'Hidrobiologia, fundat a Pallanza, a la regió italiana del Piemont.
Autora d'un centenar de publicacions científiques, Rina Monti va ser sòcia corresponent de dues d'entre les més prestigioses societats internacionals d'anatomia: l'Association des Anatomistes, de França (a partir de 1998, Association des morphologistes) i la Anatomische Gesellschaft, d'Alemanya.

### Reconeixements
El llac Monti, un llac glaçat permanentment descobert el 1988 per una expedició científica italiana a la badia Terra Nova, en el mar de Ross, a l'Antàrtida, va ser batejat amb el seu nom com a homenatge a la seva tasca en el camp de la limnologia.
El 2013 la ciutat de Pavia li va retre homenatge anomenant Via "Rina Monti Stella" un carrer d'aquella ciutat.

## Principals obres